# Characidium gomesi
Characidium gomesi es una especie de peces de la familia Crenuchidae en el orden de los Characiformes.

## Morfología
Los machos pueden llegar alcanzar los 6,5 cm de longitud total.

## Hábitat
Vive en zonas de clima tropical.

## Distribución geográfica
Se encuentran en Sudamérica: ríos Grande, Tietê y Paranapanema en la cuenca del río Paraná en Brasil.